# Rhyacophila tarda
Rhyacophila tarda är en nattsländeart som beskrevs av Giudicelli 1968. Rhyacophila tarda ingår i släktet Rhyacophila och familjen rovnattsländor. Inga underarter finns listade i Catalogue of Life.